# Пановка (Алтайский край)
Пановка — село в Алтайском крае России. Входит в городской округ город Славгород.
Основано в 1907 году. В 1928 году посёлок Пановка состоял из 48 хозяйств. Являлся центром Пановского сельсовета Знаменского района Славгородского округа Сибирского края.

## Население
В 1928 году в посёлке проживало 265 человек (143 мужчины и 122 женщины), основное население — немцы.
| 1997 | 1998 | 1999 | 2000 | 2001 | 2002 | 2003 |
| ---- | ---- | ---- | ---- | ---- | ---- | ---- |
| 284  | ↘272 | ↗283 | ↗284 | ↗302 | ↘256 | ↘233 |
| 2004 | 2005 | 2006 | 2007 | 2008 | 2009 | 2010 |
| ↘221 | →221 | ↘185 | ↘169 | ↘143 | →143 | ↗144 |
| 2011 | 2012 | 2013 |      |      |      |      |
| ↘142 | ↘136 | ↘125 |      |      |      |      |